# Tamim al-Dari
Ne doit pas être confondu avec Tamim Al Thani.
Pour les articles homonymes, voir Dari (homonymie).
Tamim bin Aws ad-Dari (arabe: تميم بن أوس الداري ; ou Tamim al-Dari) était un compagnon du prophète Mahomet et un des premiers chrétiens convertis à l'islam. Pour l'eschatologie islamique, il est connu pour avoir rencontré le Dajjal (l'Antéchrist) lors d'un de ses voyages. En tant que telle, l'histoire de Tamim est devenue le fondement de divers récits et légendes médiévales, ce qui a valu à Tamim le titre de « voyageur intrépide ».

## Historicité
Pour Olivier Hanne, « Pour les spécialistes, la biographie de Mahomet est impossible. Non que le personnage n’ait pas existé, mais qu’aucun des documents qui en retracent le parcours ne répond aux exigences de l’histoire ». Cette biographie, bâtie "pour une large part" a posteriori par des ouvrages islamiques, est donc souvent remise en cause par les historiens.
En particulier, l'historicité des sahaba a été interrogée. Shoemaker résume ainsi la question : « Ainsi est-il largement admis dans les études occidentales sur les origines de l'islam que quasiment rien de ce qui est rapporté par les sources musulmanes anciennes ne peut être considéré comme authentique, et que la plupart des éléments au sujet de Mahomet et de ses compagnons contenus dans ces récits doivent être considérés avec beaucoup de méfiance ».
La réalité historique, en particulier, du récit du Dajjal est remis en question par certains auteurs. Déjà, parmi les spécialistes des hadiths, de nombreux auteurs considèrent que la chaîne de transmission (isnâd) est faible (da'îf). En outre, des auteurs ont remarqué une influence grecque sur ce texte et, en particulier, celle du récit de l'enchaînement de Prométhée sur une île par Zeus.

## Mise en place du récit
La mise en place du récit de sa vie et, en particulier, du récit du Dajjal a été étudiée. Il existe environ 30 manuscrits racontant ce récits, avec des différences mais aussi un socle commun entre eux. Le Ms Paris BnF ar. 3664 w semble le plus détaillé. Le nombre de ces manuscrits atteste de la popularité de cette légende et ceux-ci permettent de remarquer que celle-ci a principalement été diffusée en Afrique du Nord. Ils montrent aussi une variété dans les isnad qui tentent de rattacher ce récit à l'époque des compagnons de Mahomet.
Ce récit trouve son origine dans les hadiths. Certains éléments ont été rajoutés a posteriori et il a été suggéré que celui-ci avait connue de fortes modifications dès sa phase initiale. "Certaines des preuves suggèrent que le hadit al-Gassasah traditionnel, comme mentionné dans la version citée par Muslim [IXe siècle], a peut-être été le point de départ des traditions narratives importantes et composites  qui se sont répandues autour du thème du périple de Tamim". Différentes phases peuvent être repérées dans la création et l'évolution de cette légende, d'une forme originelle simple vers un récit complexe. Le sens eschatologique originel semble avoir été occulté dans la mise en place d'un récit légendaire d'aventure.

## Biographie traditionnelle
Tamim est un prêtre chrétien qui vivait en Palestine et appartenait aux Banu al-Dar - un clan de la tribu arabe Lakhmide. Il rencontre Mahomet, pour la première fois, en 628 avec une délégation de dix autres membres des Banu al-Dar. En effet, celui-ci leur avait accordé une partie des revenus des terres conquises après la victoire des musulmans à la bataille de Khaybar et cette rencontre avait pour but la perception de cette rente. Après celle-ci, Tamim s'est converti et s'est installé à Yathrib (Médine).
Après sa conversion, al-Dari est devenu un conseiller de Mahomet, notamment en ce qui concerne le culte public. Tandis qu'il était loin de sa femme, celle-ci pensait qu'il était mort et s'était remariée à un autre homme. L'affaire fut communiquée au calife Omar (r. 634–644), et il la renvoya à Ali qui déclara que Mahomet avait prévu tout ce qui arriverait à Tamim. Il laissa donc la femme choisir entre les deux maris et elle décida finalement de retourner auprès d'al-Dari.
Al-Dari est traditionnellement considéré comme le premier narrateur d'histoires religieuses islamiques. Beaucoup de celles-ci incluaient des récits sur la fin du monde, les bêtes Dajjal et la venue de l'Antéchrist. Selon des sources sunnites, Tamim ad-Dari s'est embarqué  avec ses compagnons dans une expédition qui fait naufrage sur une île mystérieuse. Sur celle-ci, ils sont emmenés par une étrange créature, al-Jassasah, pour rencontrer un homme enchaîné.  Après qu'ils ont répondu, l'homme enchaîné annonce qu'il est le Dajjal et leur fournit des détails eschatologiques liés à l'avenir, l'avertissant de son avènement. Les membres de la tribu quittent l'île par la suite et vont raconter leur histoire à Mahomet qui la raconte à la population . Dans la littérature médiévale, le titre de « voyageur intrépide » lui est donné en lien avec les aventures que vit ce personnage.
Avant la mort de Mahomet, al-Dari obtient une grande qita'a (semblable à un fief) pour le contrôle d'Hébron, de Beit Einun et de la région environnante, bien qu'à cette époque la Palestine était encore sous contrôle byzantin. L'acte a été rédigé par Ali et lorsque les musulmans ont conquis la Palestine en 634, al-Dari a reçu son territoire. À l'origine, le rôle d'al-Dari en tant que propriétaire de la qita'a était de collecter les kharâj (impôts fonciers). Il lui était interdit d'asservir les habitants ou de vendre leur propriété .  En 655, al-Dari quitte Médine pour résider dans sa Palestine natale où il mourut en 661. Selon la tradition, il est enterré dans la ville de Bayt Jibrin (à proximité d'Hébron). Aujourd'hui, son maqâm (sanctuaire) est abandonné et situé juste au nord du kibboutz Beit Guvrin. Selon l'historien égyptien Ibn Lahi'a (714–790), les membres de la famille d'al-Dari étaient toujours propriétaires de ses domaines à Hébron et à Beit Einun du vivant de l'historien.

## Droits de propriété en Palestine
Lors d'une audience avec Mahomet, Tamim lui aurait demandé un acte de propriété dans deux villages ou domaines de la région de Palestine. Il s'agit d'une demande inhabituelle car la propriété des biens étaient considérés  à l'époque comme loin du contrôle de Mahomet. Comme la terre n'était pas du ressors de celui-ci à l'époque, les sources hagiographiques musulmanes, y compris les savants modernes, mentionnent ce fait comme une preuve pour renforcer la prétention de Mahomet à la prophétie .  
L'une des sources de variantes mentionne : « Au nom d'Allah, le Miséricordieux, le Bienfaisant. Mentionné dans cet acte (kitab) est ce que le Messager d'Allah (Muhammad) a accordé aux Daris. Depuis qu'Allah lui a donné (le Prophète) la terre, il (alors) leur a accordé [le clan Dari] Bayt 'Ayniin, Hibrun [ou Habrun], al-Martum et Bayt Ibrahim-quiconque (vivant) en eux-pour toujours . «Abbas b. 'Abd al-Muttalib, Khuzayma b. Qays et Hasana en ont été témoins » .
Tamim acquit légalement la propriété sous le règne du deuxième calife Umar et entreprit son voyage vers sa terre après la mort du troisième calife, Uthman . Il est difficile de retracer l'histoire du bien reçu par Tamim car la ville d'Hébron est rarement mentionnée dans les sources historiques islamiques. Cependant, divers conflits sur les droits de la terre sont enregistrés à travers le temps et peuvent mentionner des indications.  Lorsque les Turcs seldjoukides sont devenus dominants à Jérusalem (à partir de 1073), les revendications des Daris sur la terre ont été confrontées à de graves différends; dans certains cas, il semble que les dirigeants du pays aient eu la volonté de déposséder les Daris de leurs terres. Le Qadi de Jérusalem, Abu Hatim al-Harawi al-Hanafi a émis une fatwa dans laquelle il affirmait que Muhammad ne pouvait légitimement céder la terre aux Daris car elle n'était pas sous son règne à l'époque. Cet argument a été considéré comme extrêmement audacieux, car dépendant davantage des intérêts politiques que de la jurisprudence islamique. Il a ensuite été longuement réfuté par tous ceux qui avaient commenté le sujet par la suite. Finalement, le droit des Daris à la propriété a été défendu par le grand mystique et savant, Al-Ghazali qui se trouvait à Jérusalem pendant cette période. Sa défense a marqué une rupture intéressante dans la jurisprudence islamique à cette époque. D'éminents juristes shafi'i, comme Ghazali et Suyuti, défendaient le droit de la famille de Tamim ad-Dari à la terre à Hébron, puis les Hanafis, largement influencés par le pouvoir, ont contesté ce droit. La défense des droits de propriété de la famille Tamimi était considérée comme particulièrement importante car l'acte foncier fournissait un précédent écrit unique datant de l'époque de Mahomet pour le système du waqf - considéré comme central à l'Islam.